# Brachycarenus
Brachycarenus är ett släkte av insekter. Brachycarenus ingår i familjen smalkantskinnbaggar.
Släktet innehåller bara arten Brachycarenus tigrinus.